# Fabien Baussart
Fabien Baussart (25 de janeiro de 1973 (52 anos)  é o fundador e presidente do think tank Centro de Assuntos Políticos e Estrangeiros (CPFA), que organiza eventos e discussões sobre vários tópicos geopolíticos em todo o mundo com figuras políticas proeminentes como Zbigniew Brzezinski, Kofi Annan, José María Aznar, Mohamed ElBaradei e Al Gore.

## Biografia
Baussart é um empresário que investiu na Rússia, Ucrânia e Cazaquistão. Em 2005, ele fundou a Xorus Press Inc. que publicou as edições francesa e russa da Foreign Policy e investiu em vários meios de comunicação na Ucrânia, Rússia e França. Em 2010, Baussart patrocinou uma nova revista de arte intitulada Le Monde de l'Art, lançada em Paris e dirigida pelo escritor Guillaume de Sardes. Ele também patrocinou o KitSon Club, um think tank francês.
Fabien Baussart trabalhou na resolução de várias crises políticas, com foco particularmente na Líbia e na Síria, facilitando as negociações de paz entre diferentes protagonistas. 
Em 2015, como presidente do CPFA, ele iniciou negociações de paz sobre a Síria em Astana com Randa Kassis apelando ao primeiro presidente do Cazaquistão, Nursultan Nazarbayev.

## Iniciativas

### Iniciativa de Paz na Síria
Em 2015, Baussart e Randa Kassis apelaram ao Presidente do Cazaquistão, Nursultan Nazarbayev, para lançar uma solução pacífica para a crise e lançar uma plataforma política que pudesse reunir opositores sírios moderados.
A segunda reunião foi presidida pelo Ministro das Relações Exteriores do Cazaquistão, Erlan Idrissov, em maio de 2015. A segunda reunião foi aberta pelo Secretário de Estado do Cazaquistão Gulshara Abdykalikova e mediada por Fabien Baussart e pelo Vice-Ministro das Relações Exteriores do Cazaquistão, Askar Mussinov. As reuniões resultaram na assinatura de duas resoluções pelos participantes, que criaram a Plataforma Astana e ajudaram a pavimentar o caminho para o processo de paz em Astana. 
Em fevereiro e julho de 2017, Baussart e Kassis iniciaram discussões em Genebra para desenvolver um documento preparatório para reformar a Constituição síria. Esta iniciativa foi promovida durante a Conferência Nacional em Sochi em janeiro de 2018 por Randa Kassis, apesar das objeções do governo sírio e de parte da oposição.

### Negociações de paz - Cazaquistão
Em 2015, Fabien Baussart lançou um "Comitê de Sábios" que trataria de várias questões relacionadas à paz internacional.
O comitê reuniu várias figuras políticas proeminentes e ganhadores do Prêmio Nobel da Paz, incluindo o ex-presidente israelense Shimon Peres, ex-vice-presidente do Egito e diretor-geral da Agência Internacional de Energia Atômica Mohamed ElBaradei, ex-presidente da Polônia Lech Walesa, ativista de direitos humanos guatemalteca Rigoberta Menchu Tom e presidente do IPCC Rajendra Pachauri, ex-presidente da Colômbia Cesar Gaviria e ex-primeiro-ministro espanhol Jose Luis Zapatero. O Comitê se reuniu em Astana, Cazaquistão, onde foram recebidos pelo Presidente Nazarbayev no Palácio Presidencial.

### Iniciativa de Não Proliferação Nuclear
Em 2016, o CPFA organizou uma conferência sobre não proliferação nuclear com os palestrantes convidados Kofi Annan, Bronislaw Komorowski, Jack Straw, Yasar Yakis e Giulio Terzi.